# Eugene Sledge
Eugene Bondurant Sledge (ur. 4 listopada 1923 w Mobile, zm. 3 marca 2001 w Montevallo) – amerykański biolog, profesor, wykładowca na Uniwersytecie Montevallo. Żołnierz amerykańskiej piechoty morskiej, uczestnik II wojny światowej.

## Życiorys
Urodził się 4 listopada 1923 r., w Mobile, Alabama w Stanach Zjednoczonych. Jego ojciec Edward Simmons Sledge był lekarzem.
Eugene Sledge dorastał w przedmieściach Mobile, Georgia Cottage. Mieszkał w domu, który wcześniej był własnością XIX-wiecznej powieściopisarki Augusty Jane Evans. W dzieciństwie interesował się przyrodą i historią wojny secesyjnej. Przodkowie Sledge`a, ze strony matki, walczyli w konflikcie jako oficerowie Konfederacji. Był bliskim przyjacielem Sida Phillipsa.
Podczas II wojny światowej, w grudniu 1942 roku, zaciągnął się do piechoty morskiej. Brał udział w wojnie na Pacyfiku, w walkach o Peleliu i Okinawę. Podczas ciężkich starć na Peleliu oraz w trwającej blisko trzy miesiące kampanii na Okinawie, Eugene Sledge nie został nawet ranny, mimo poniesionych bardzo dużych strat w jednostce. Zwolniony ze służby w lutym 1946 roku wrócił do Alabamy.
Ożenił się w 1952 roku z Jeanne Arceneaux i miał dwóch synów, Johna i Henry`ego.
W roku 1962 Sledge został asystentem profesora biologii na uniwersytecie Alabama College (obecnie Uniwersytet Montevallo). W roku 1970 został profesorem. Stanowisko piastował do przejścia na emeryturę w 1990 roku. Jest autorem wielu publikacji w czasopismach naukowych, głównie na temat nicieni.
Eugene Sledge napisał książki autobiograficzne, With the Old Breed (pol. „Ze starą wiarą na Peleliu i Okinawie”) z okresu II wojny światowej i China Marine związanej ze służbą w Chinach.
Zmarł na raka żołądka. Został pochowany na cmentarzu Pine Crest w Mobile.
W kwietniu 2007 roku ogłoszono, że wspomnienia wojenne z książki Eugene`a B. Sledge`a With the Old Breed i Roberta Leckiego z książki Helmet for My Pillow, będą stanowiły podstawę do napisania scenariusza serialu telewizyjnego Pacyfik. Sledge był jednym z głównych bohaterów serialu, a w jego postać wcielił się Joseph Mazzello.